# لانس هنريكسن
لانس هنريكسن (بالإنجليزية: Lance Henriksen) ممثل أمريكي من مواليد 5 مايو 1940.

## مواقع خارجية
- لانس هنريكسن على موقع IMDb (الإنجليزية)
- لانس هنريكسن على موقع روتن توميتوز (الإنجليزية)
- لانس هنريكسن على موقع قاعدة بيانات الأفلام العربية
- لانس هنريكسن على موقع ألو سيني (الفرنسية)
- لانس هنريكسن على موقع تيرنر كلاسيك موفيز (الإنجليزية)
- لانس هنريكسن على موقع أول موفي (الإنجليزية)
- لانس هنريكسن على موقع بوكس أوفيس موجو (الإنجليزية)
- لانس هنريكسن على موقع قاعدة بيانات برودواي على الإنترنت (الإنجليزية)
- لانس هنريكسن على موقع قاعدة بيانات الأفلام السويدية (السويدية)
- لانس هنريكسن على موقع إن إن دي بي (الإنجليزية)
- Lance Henriksen at FEARnet
- Lance Henriksen Magic نسخة محفوظة 13 ديسمبر 2011 على موقع واي باك مشين.
- Films in Review interview
- The Making of Hard Target على يوتيوب